# S/2000 (1998 WW31) 1
S/2000 (1998 WW31) 1 är en måne till Kuiperbälts-objektet 1998 WW31. Den upptäcktes 22 december 2000 av Christian Veillet, Alain Doressoundiram och J. Shapiro. Äldre bilder tagna av 1998 WW31 bekräftar upptäckten.

## Egenskaper
Omloppsbanan är kraftigt excentrisk 0,817, lutar 41,7° och har medelavståndet 22 300 km runt huvudobjektet. Omloppstiden är 574 dagar. Månen beskriver en ellipsoid med den mindre diametern 100-120 km och den större 120-150 km. Albedon är ovanligt hög för kuiperbältsobjekt, 0,05-0,08.